# Richard Preston
Richard Preston (Cambridge, 5 agosto 1954) è un giornalista e scrittore statunitense.

## Biografia
Noto al grande pubblico per aver scritto i romanzi di divulgazione scientifica come First Light (1987), American Steel (1992), Area di contagio (The Hot Zone, 1994), Contagio globale (The Demon in the Freezer, 2002) e Micro (2011) ; quest'ultimo fu iniziato da Michael Crichton e proseguito da Preston, per volere della moglie di Crichton dopo la scomparsa del marito. Inoltre lavora al New Yorker come giornalista.
Ha due fratelli: David, di professione medico, e Douglas, anch'egli scrittore di successo.

## Opere

### Romanzi
- Il giorno del Cobra (The Cobra Event) (1998)[1]
- The Boat of Dreams: A Christmas Story (2003)[2]
- Micro (Micro) (2011)[3] - Scritto insieme a Michael Crichton; completato dopo la morte di Crichton.

### Saggi
- First Light: The Search for the Edge of the Universe (1987)
- American Steel: Hot Metal Men and the Resurrection of the Rust Belt (1991)
- Area di contagio (The Hot Zone) (1994)
- Contagio globale (The Demon in the Freezer) (2002)
- The Wild Trees: A Story of Passion and Daring (2007)
- Panic in Level 4: Cannibals, Killer Viruses, and Other Journeys to the Edge of Science (2008)
- Crisis in the Red Zone (2019)